# Pinguicula cubensis
Pinguicula cubensis är en tätörtsväxtart som beskrevs av Urquiola och Casper. Pinguicula cubensis ingår i släktet tätörter, och familjen tätörtsväxter. Inga underarter finns listade i Catalogue of Life.